# Christophore Cosandey
Pour les articles homonymes, voir Cosandey.
Christophore Cosandey, né le 16 décembre 1818 à Saint-Sylvestre et mort le 1er octobre 1882 à Fribourg, est un prêtre catholique suisse.

## Biographie
Christophore Cosandey étudie au collège Saint-Michel de Fribourg. Il poursuit des études au collège germanique à Rome, et est ordonné prêtre en 1841. Il est ensuite chanoine à la collégiale Saint-Nicolas de Fribourg, avant de devenir supérieur du séminaire diocésain. Il est consulteur à la commission de discipline du concile Vatican I. À la suite de la démission d'Étienne Marilley, il est nommé évêque de Lausanne et Genève par le pape Léon XIII,. 
Il meurt le 1er octobre 1882 à Fribourg.